# Peter Pallat
Peter Pallat (* 21. September 1901 in Halensee; † 1992 in Freiburg im Breisgau) war ein deutscher Spieleautor und Patenkind des Dichters Otto Erich Hartleben. 1988 war sein Spiel Scalino auf der Auswahlliste zum Spiel des Jahres.

## Leben
Peter Pallat wurde als Sohn des preußischen Ministerialbeamten und Reformpädagogen Ludwig Pallat (1867–1946) und dessen Ehefrau Annemarie Pallat geb. Hartleben (1875–1972), der Schwester des Dichters Otto Erich Hartleben, geboren. Er wuchs in Berlin-Wannsee zusammen mit seinen Geschwistern Rosemarie, Rolf und Marianne in der Otto-Erich-Straße auf. Nach einem Architekturstudium lebte und arbeitete er als Dipl.-Ing. Architekt in Freiburg i. Br., Berlin und in Göttingen. Dort begründete er 1965 die „Bürgerschaftliche Vereinigung“.
Sein erstes Spiel „Sternrupfen“ erfand Pallat 1917/1920. Auf den deutschen Spielemarkt kam dieses Spiel erst 1932 beim Marktführer Ravensburger. Danach erschienen zahlreiche Spiele bei verschiedenen Verlagen. Pallat starb 90-jährig.

## Werke
- Peter Pallat: Spielbuch für große Leute. Verlag Lebendiges Wissen, Berlin 1957

## Ludografie (Auswahl)
- 1996 „Boomerang“, Das Spiel
- 1986 „Sturmwolke aus Nordwest“, Herder Verlag
- 1984 „Rettungsflug“, Herder Verlag
- 1981 „Dschungel“, Edition Perlhuhn, neu aufgelegt 1984 bei Spear
- 1981 „Göttinger Turmspiel“, Edition Perlhuhn
- 1980 „Scalino“, Edition Perlhuhn; 1982 Bütehorn; 1988 Abra; 1996 Abacus Spiele
- 1979 „Spirakel“, Edition Perlhuhn,
- 1978 „Pyramide“, Edition Perlhuhn
- 1976 „Bumerang“, Ravensburger
- 1972 „Kombikub“, Herder Verlag
- 1965 „Safari“, Die Spieltruhe
- 1964 „Bus Stop“, Die Spieltruhe
- 1961 „Legefix“, HABA-Habermaaß GmbH
- 1958 „Wie du mir“, Ravensburger
- 1938 „Bau dein Haus“ Ravensburger
- 1937 „Springinsfeld“, Ravensburger
- 1936 „Wurst wider Wurst“, Ravensburger
- 1936 „Treppauf - Treppab“, Ravensburger
- 1935 „Glück ohne Ende“, Ravensburger
- 1934 „Der bunte Kranz“, Ravensburger
- 1933 „Halt! Schmugglerschiff!“, Ravensburger
- 1932 „Sternrupfen“, Ravensburger